# Корнел Бута
Корнел Бута (рум. Cornel Buta, 1 листопада 1977, Геджешть) — румунський футболіст, захисник.

## Клубна кар'єра
Футбольну кар'єру розпочав у «Брашові», за якийпротягом трьох з половиною сезонів виступав у двох найвищих футбольних лігах Румунії. Після цього перейшов до бухарестського «Динамо», де повинен був замінити Косміна Контру, який перейшов до «Алавесу». Проте в команді провів декілька місяців й на початку наступного сезону залишив команду, в якій так і не зумів освоїтися. Після цього виступав за «Рапід» (Бухарест), «Брашов» (оренда) та «Націонал» (Бухарест). Влітку 2004 року перейшов у «Волинь». У чемпіонаті України дебютував 20 липня 2004 року в матчі проти маріупольського «Іллічівця» (3:2). Взимку 2006 року перейшов у румунський «Пандурій» з міста Тиргу-Жиу. Влітку 2006 року перейшов у «Політехніку» з міста Ясси, яку Корнел залишив вільним агентом. У липні 2010 року знову підписав контракт з луцькою «Волинню». По завершенні сезону 2010/11 років залишив команду. Проте не зміг знайти собі нову команду й у серпні 2011 року повернувся до «Волині», в якій виступав до кінця 2011 року.

## Кар'єра в збірній
У лютому 2000 року дебютував у футболці національної збірної Румунії в товариському поєдинку проти Кіпру (3:2).

## Досягнення
- Ліга I
  -  Чемпіон (1): 2000
  -  Бронзовий призер (2): 2001, 2002

- Ліга II
  -  Чемпіон (1): 1999

- Кубок Румунії
  -  Володар (2): 2000, 2002

- Суперкубок Румунії
  -  Володар (2): 2002, 2003

## Статистика виступів

### У збірній
| Дата       | Місто   | Господарі | Результат | Гості   | Турнір           | Голи | Примітки |
| ---------- | ------- | --------- | --------- | ------- | ---------------- | ---- | -------- |
| 06-02-2000 | Нікосія | Кіпр      | 3 – 2     | Румунія | Товариський матч | -    |          |
| Усього     |         | Матчів    | 1         |         | Голів            | 0    |          |